# Karl Schwab (Gewerkschafter)
Karl Schwab (* September 1920 in Nürnberg; † Juni 2003) war ein deutscher Gewerkschafter. Von 1972 bis 1974 war er Richter am Staatsgerichtshof für das Land Baden-Württemberg.

## Leben
Schwab wuchs in seiner Geburtsstadt Nürnberg auf. Nach der Volksschule absolvierte er eine Lehre zum Bäcker. Von 1940 bis 1944 wurde er in einem Jugendkonzentrationslager interniert, nachdem er sich gegen die Absolvierung des Reichsarbeitsdiensts gewehrt hatte. Da die Bezahlung als Bäcker sehr schlecht war, arbeitete er nach dem Zweiten Weltkrieg bei verschiedenen Metallbetrieben, bis er schließlich bei den Siemens-Schuckertwerken in Nürnberg landete. 1946, also noch vor Gründung des Deutschen Gewerkschaftsbunds, wurde er Mitglied des Bayerischen Gewerkschaftsbunds. Zudem engagierte er sich in der IG Metall. 1948 wurde er Betriebsratsvorsitzender bei Siemens-Schuckert. Ab 1953 war er Geschäftsführer des Gesamtbetriebsrats der Siemens-Betriebe in Deutschland. Nach einem Streik wurde er bei Siemens entlassen. Daraufhin ging er 1954 als Sekretär der IG Metall nach Stuttgart. Dort wurde er 1957 deren Erster Bevollmächtigter. 1968 wurde er zum stellvertretenden Landesvorsitzenden der SPD Baden-Württemberg gewählt. Von 1969 bis 1974 war er Vorsitzender des DGB-Bezirks Baden-Württemberg. 1974 wurde Schwab in den Geschäftsführenden DGB-Bundesvorstand gewählt. Dort war er bis 1982 für Jugend, Ausländische Arbeitnehmer, Kulturpolitik und Organisation zuständig. In dieser Funktion war er auch Mitglied des Aufsichtsrats der Ruhrfestspiele und Herausgeber des DGB-Jugendmagazins Ran.
Am 13. Juli 1972 wurde Schwab mit 65 von 98 Stimmen vom Landtag von Baden-Württemberg als Nachfolger des verstorbenen Günther Klotz zum Richter in der Gruppe „ohne Befähigung zum Richteramt“ am Staatsgerichtshof für das Land Baden-Württemberg gewählt. Am 28. Juni 1973 wurde er vom Landtag mit 78 von 101 Stimmen in diesem Amt bestätigt. Am 6. Dezember 1974 trat er von seinem Richteramt zurück. Franz Steinkühler wurde zu seinem Nachfolger gewählt.
1980 wurde Schwab das Bundesverdienstkreuz 1. Klasse verliehen. 